# Richard Biedermann
Johann Carl Richard Biedermann (* 20. Juli 1843 in Leipzig; † 10. Mai 1880 ebenda) war ein deutscher Agrikulturchemiker. Das von ihm 1872 begründete „Centralblatt für Agrikulturchemie“ gehörte bis 1944 zu den führenden Referate-Organen in der deutschen Landbauwissenschaft.

## Leben und Wirken
Richard Biedermann, Sohn des Politikers Karl Biedermann, studierte nach einer zweijährigen Lehrzeit auf thüringischen Domänengütern seit 1865 Landwirtschaft an der Universität Leipzig. 1869 promovierte er dort bei dem Agrikulturchemiker Wilhelm Knop mit einer Dissertation über Bodenabsorption. Eine im gleichen Jahr angenommene Assistentenstelle an der Landwirtschaftlichen Versuchsstation Möckern bei Leipzig musste er 1870 aus gesundheitlichen Gründen wieder aufgeben.
Seitdem beschränkte sich Biedermanns Interesse auf literarische Tätigkeiten. 1871 entwarf er einen Plan für ein zentrales Referate-Organ der Agrikulturchemie. 1872 begründete er das „Central-Blatt für Agrikulturchemie und rationellen Landwirtschaftsbetrieb“, das er bis zu seinem frühen Tod selbst herausgegeben hat. Später erschien es, betreut von zahlreichen Fachwissenschaftlern, unter dem Titel „Biedermann´s Central-Blatt für Agrikulturchemie und rationellen Landwirtschaftsbetrieb“. Es war bis 1944 im deutschen Sprachraum eines der wichtigsten referierenden Organe für die naturwissenschaftlich orientierten Disziplinen des Landbaus.
Speziell für Landwirte hat Biedermann ab 1875 noch einen „Ratgeber in Feld, Stall und Haus“ herausgegeben, ebenfalls ein Referateorgan, von dem bis 1889 insgesamt 15 Bände erschienen sind.

## Publikationen
- Einige Beiträge zu der Frage der Bodenabsorption. Diss. phil. Univ. Leipzig 1869. – Zugl. in: Die landwirthschaftlichen Versuchs-Stationen Bd. 11, 1869 S. 1–69 u. 83–95.
- Biedermann´s Central-Blatt für Agrikulturchemie und rationellen Landwirtschaftsbetrieb. Referierendes Organ für naturwissenschaftliche Forschungen in ihrer Anwendung auf die Landwirtschaft. Leiner, Leipzig; Jg. 1 – 59, 1872 – 1930; Neue Folge bei Akademische Verlagsgesellschaft Leipzig Bd. 1–16, 1931–1944.
- Ratgeber in Feld, Stall und Haus. Eine Sammlung von praktischen Versuchen und Fortschritten in allen Zweigen der Landwirtschaft. Moritz Fleischer, Leipzig, Jg. 1–15, 1875–1889.